# Каллиник (Махериотис)
Епископ Каллиник Хадзихристу Махериотис (греч. Επίσκοπος Καλλίνικος Χατζηχρίστου Μαχαιριώτης; 1908, Мандриа, Лимасол — 18 июля 1993, Афины) — архиерей Кипрской православной церкви, хорепископ Амафунский.

## Биография
В 1933 году архиепископом Кипрским Кириллом III был хиротонисан во диакона. Диаонское служение проходил в Афинах.
В 1940 году окончил богословский факультет Афинского университета.
В 1946 году был хиротонисан во пресвитера, после чего служил клириком и проповедником Захниской митрополии.
В 1948—1950 году служил военным священником.
В 1951—1952 годы служил проповедником Китийской митрополии.
В 1952—1956 годы служил настоятелем церкви Всех Святых в Лондоне.
Вечером 11 июня 1956 года британские власти задержали его за связи с ЭОКА и посадили на самолёт, направлявшийся в Афины. 12 июня в 10 утра он прибыл в Афины, заявив: «не ожидал от такой либеральной страны, как Великобритания, чтобы со мной поступили как с преступником» и сказал, он должен был собирать деньги чтобы помочь семьям киприотов.
В 1956—1962 годы служил настоятелем церкви Айя-Зони в Афинах.
19 августа 1962 года был хиротонисан в титулярного епископа Амафунского.
Скончался 18 июля 1993 года в Афинах.